# 七彩はづき
七彩はづき（日语：／，7月1日—），現寶塚歌劇團花組娘役，暱稱、，兵庫縣寶塚市人，畢業於市立山手台中學校，身高162公分。

## 簡介
- 2021年，畢業於寶塚音樂學校，進入寶塚歌劇團，107期生[2][3]。同期生有白綺華(現雪組娘役)、藍羽ひより(現星組娘役)、詩花すず(現星組娘役)[2][3]。初次登台表演為宙組公演『シャーロック・ホームズ-The Game Is Afoot!- （夏洛克·福爾摩斯-The Game Is Afoot!-）』[2][3]，之後被分到花組[4]。
- 2023年，第一次擔任新人公演女主角，劇目是『うたかたの恋(梅耶林/泡沫之戀，改編自Claude Anet原作小說「Mayerling」)』[5]。
- 2024年，『アルカンシェル～パリに架かる虹～(Arc-en-ciel～巴黎上空的彩虹～)』新人公演再次擔任女主角[6]；同年7月『Liefie（リーフィー）-愛しい人-(Liefie-我親愛的-)』則是她第一次擔任東京特別公演女主角[5][7][8]。

## 寶塚歌劇團時期

### 初舞台
- 2021年6-9月 宙組公演『シャーロック・ホームズ-The Game Is Afoot!- （夏洛克·福爾摩斯-The Game Is Afoot!-）』『Délicieux（デリシュー）!-甘美なる巴里-(Délicieux！－甜美的巴黎－)』[2][3][9][10]

### 花組時期
- 2021年11月-2022年2月『元禄バロックロック(元祿巴洛克搖滾)』『The Fascination（ザ ファシネイション）!』[11]
- 2022年6-7月 寶塚大劇場『巡礼の年〜リスト・フェレンツ、魂の彷徨〜(巡禮之年～李斯特・弗朗茨，徘徊的靈魂～)』新人公演 飾演:デルフィーヌ・ゲー(黛爾菲恩・肯)(正式公演:星空美咲)『Fashionable Empire(時尚帝國)』[12]
- 2022年8-9月 東京寶塚劇場『巡礼の年〜リスト・フェレンツ、魂の彷徨〜(巡禮之年～李斯特・弗朗茨，徘徊的靈魂～)』『Fashionable Empire(時尚帝國)』※東京寶塚劇場新人公演取消[2]
- 2022年10-11月『フィレンツェに燃える(燃情翡冷翠)』飾演:マリエッタ(瑪麗埃塔)/アリダ(艾達)/淑女『Fashionable Empire(時尚帝國)』[13]※全國巡迴公演
- 2023年1月 寶塚大劇場『うたかたの恋(梅耶林/泡沫之戀，改編自Claude Anet原作小說「Mayerling」)』飾演:オフィーリア(奧菲麗亞)『ENCHANTEMENT（アンシャントマン）-華麗なる香水（パルファン）-(ENCHANTEMENT-華麗的香水)』※寶塚大劇場新人公演取消[2][14]
- 2023年2-3月 東京寶塚劇場 寶塚大劇場 『うたかたの恋(梅耶林/泡沫之戀，改編自Claude Anet原作小說「Mayerling」)』飾演:オフィーリア(奧菲麗亞) 新人公演 飾演:マリー・ヴェッツェラ(玛丽·韦策拉)(正式公演:星風まどか)『ENCHANTEMENT（アンシャントマン）-華麗なる香水（パルファン）-(ENCHANTEMENT-華麗的香水)』[14][15]＊第一次擔任新人公演女主角
- 2023年5月 寶塚Bow Hall 『舞姬(改編自森鷗外原作同名小說)』飾演:幼い豊太郎(小時候的豐太郎)[16]
- 2023年7-10月『鴛鴦歌合戰』飾演:めぐろ(吸蜜鳥) 新人公演 飾演:藤尾(正式公演:美羽愛)『GRAND MIRAGE!』[17]
- 2023年11-12月『激情(改編自普羅斯佩·梅里美原作小說卡門)』飾演:ベニータ(貝妮塔)『GRAND MIRAGE!』[18]※全國巡迴公演
- 2024年2-3月 寶塚大劇場 『アルカンシェル～パリに架かる虹～(Arc-en-ciel～巴黎上空的彩虹～)』※寶塚大劇場新人公演取消[19][20]
- 2024年4-5月 東京寶塚劇場『アルカンシェル～パリに架かる虹～(Arc-en-ciel～巴黎上空的彩虹～)』新人公演 飾演:カトリーヌ・ルノー(凱瑟琳·雷諾)(正式公演:星風まどか)[19]＊擔任新人公演女主角
- 2024年7-8月 日本青年館、梅田藝術劇場 『Liefie（リーフィー）-愛しい人-(Liefie-我親愛的-)』飾演:ミラ(蜜拉)[21][22]＊第一次擔任東上(東京特別公演)女主角
- 2024年9月-2025年1月『エンジェリックライ(天使的謊言)』飾演:オドレル(歐德雷爾) 新人公演 飾演:レベッカ(蕾貝卡)(正式公演:凛乃しづか)『Jubilee（ジュビリー）(禧年)』[23]
- 2025年3-4月 寶塚Bow Hall『儚き星の照らす海の果てに(照耀大海盡頭的流星)』[24]
- 2025年6-9月 『悪魔城ドラキュラ( Castlevania 惡魔城～月下覺醒～，改編電玩遊戲恶魔城系列)』飾演:魔物女(女惡魔) 新人公演 飾演:リサ・ツェペシュ(莉莎・穿刺者)(正式公演:朝葉ことの)『愛, Love Revue！』[25]
- 2025年11-12月 東京国際フォーラム(東京國際論壇)、梅田藝術劇場 『Goethe!(歌德，改編同名德語音樂劇)』

## 外部連結
- 寶塚官網七彩はづき的簡介 （页面存档备份，存于）